# Nuevo Mundo, Villaflores
Nuevo Mundo är en ort i Mexiko.   Den ligger i kommunen Villaflores och delstaten Chiapas, i den sydöstra delen av landet, 700 km sydost om huvudstaden Mexico City. Nuevo Mundo ligger 1 088 meter över havet och antalet invånare är 125.
Terrängen runt Nuevo Mundo är kuperad, och sluttar österut. Runt Nuevo Mundo är det ganska glesbefolkat, med 24 invånare per kvadratkilometer. I omgivningarna runt Nuevo Mundo växer huvudsakligen savannskog.